# Aeger
Aeger es un género de langostinos fósiles. Aparecen por primera vez en el Triásico Medio y se extingieron a finales del Cretácico superior. Se conocen un total de 21 especies.

## Especies
- Aeger brevirostris
- Aeger brodiei
- Aeger elegans
- Aeger elongatus
- Aeger foersteri
- Aeger fraconicus
- Aeger gracilis
- Aeger hidalguensis
- Aeger insignis
- Aeger laevis
- Aeger lehmanni
- Aeger libanensis
- Aeger luxii[3]
- Aeger macropus
- Aeger marderi
- Aeger muensteri
- Aeger robustus
- Aeger rostrospinatus
- Aeger spinipes
- Aeger straeleni
- Aeger tipularius